# Боровое (озеро)
Борово́е (Аулиеколь, Карагайлы; каз. Бурабай көлі, Әулиекөл) — одно из озёр одноимённой группы на севере Казахстана в Бурабайском районе Акмолинской области, в восточной части Кокчетавской возвышенности. Озеро относится к Ишимскому водохозяйственному бассейну. Входит в группу Кокшетауских озёр.
Вода прозрачная, отчётливо видно дно. Водная поверхность озера, в основном, открытая, только вдоль западного и северо-западного побережий имеются заросли тростника и камыша. Дно ровное, с уклоном на север, у берегов песчаное и каменистое, в середине илистое.
Озеро имеет несколько небольших заливов. В северо-западном заливе находится скалистый остров Жумбактас («Сфинкс»), имеющий форму гриба и возвышающийся над водой на 20 м. На берегу этого залива расположена гора Окжетпес (дословно «не долетит стрела», другое неофициальное название «Слоник») высотой около 300 м. Южный, западный и северный берега гранитные, местами возвышающиеся над водой в виде утёсов. Восточный берег песчаный, отлогий; близ уреза воды тянется песчаный вал шириной 2—5 м, высотой 1,5 м.
Озеро находится на территории Государственного Национального природного парка «Бурабай».
Вода озера является лечебной, на восточном берегу расположен известный курорт Бурабай (Боровое), а также Музей природы (каз. Табиғат мұражайы).

## Название
Все берега озера поросли хвойным лесом, отсюда название — Боровое.
Историческое название — Аулиеколь в перевод означает «Священное озеро».
Второе историческое название озера — Карагайлы.

## В литературе
Жанайдар Мусин в своей книге «Жер шоктыгы Кокшетау» (1989 г., Алматы) озеро Боровое называет озером Кумусколь («Серебряное озеро»), ссылаясь на стихи Биржан-сал «Прозрачна как слеза». В переводе примерно звучит так: «Прозрачна как слеза вода Кумусколь, Веет прохладой твой ветерок».
Другой знаменитый казахский поэт Сакен Сейфулин описывает озеро Боровое в своей поэме: 

Вода в Бурабае прозрачнее рос,
А берег его добрым лесом оброс.
Вкруг озера стала густая стена
Из сосен высоких и стройных берез …— Сакен Сейфулин, «Кокшетау»